# Guillermo Logar
Guillermo Logar, nacido como Guillermo López García, (Madrid, España; 6 de junio de 1987) es un guionista, dramaturgo y director español.  

## Biografía
Guillermo Logar nació en la ciudad de Madrid, España. Es hijo de Ángeles García e Ismael López Muñoz, periodistas del diario El País.
Estudió interpretación en la Real Escuela Superior de Arte Dramático, en la Atlantic Acting School de Nueva York, y en la Rose Bruford College de Londres. 

## Cine
Ha participado en la producción de largometrajes documentales como The Other Kids (Premio Movistar + al Mejor Documental Español en Documenta Madrid 2016), Indestructible. El alma de la salsa (Selección Oficial Festival de La Habana, Cuba 2017) o El precio del progreso (Selección Oficial en la Semana Internacional de Cine de Valladolid 2020 - Seminci).
Entre 2018 y 2022 participa como guionista y documentalista al desarrollo de distintos proyectos audiovisuales sobre la Transición española además de dirigir el largometraje documental El Año Decisivo.
En 2022 estrena el documental Guernica: el último exiliado financiado por la Subdirección General de los Archivos Estatales de España y la Unión Europea.

## Teatro
Debutó como director de escena en 2014 en Nueva York donde dirigió Mercury Fur de Philip Ridley y La Cantante Calva de Ionesco.
En septiembre de 2020 estrenó en Madrid la obra de teatro Madrid,Chernóbil, coescrita junto a la dramaturga Fernanda Valencia, que relata los primeros meses de la crisis del Covid-19. La obra tuvo su estreno en la Ciudad de México en septiembre de 2021 en el Teatro La Capilla.
En agosto de 2023 dirige la adaptación de la célebre obra de Stephen Belber Tape (La grabación) en el Foro Shakespeare de la Ciudad de México.

## Podcast
En 2022 Guillermo estrenó el podcast documental La España de Ayer, disponible en todas las plataformas de audio y en el periódico digital infoLibre. 

## Distinciones
- Guion seleccionado para el XIII Encuentro de Desarrollo de Guiones de la Comunidad de Madrid MadridCreaLab 2018
- Guion seleccionado para el Festival Abycine Lanza 2018
- Guion ganador del concurso European Digital Treasures convocado por la Subdirección General de los Archivos Estatales de España y la Unión Europea en 2022.
- Premio al Mejor Documental en el XII Festival de cortometrajes K- Lidoscopi 2023 (Cullera, Valencia)
- Premio al Mejor Cortometraje Documental en el XV Festival de cortometrajes Mon-Doc 2023 (Montaverner, Valencia).